# Abraxas aberdoniensis
Abraxas aberdoniensis là một loài bướm đêm trong họ Geometridae.